# لوري ليندسي
لوري ليندسي (بالإنجليزية: Lori Lindsey)‏ (19 مارس 1980 في الولايات المتحدة - ) هي لاعبة كرة قدم أمريكية في مركز الوسط. شاركت مع منتخب الولايات المتحدة تحت 17 سنة للسيدات لكرة القدم ‏ ومنتخب الولايات المتحدة تحت 23 سنة للسيدات لكرة القدم ‏ ومنتخب الولايات المتحدة لكرة القدم للسيدات. أما مع النوادي، فقد لعبت مع كانبيرا يونايتد ووسترن نيويورك فلاش وواشنطن سبيريت وPhiladelphia Independence ‏ وWashington Freedom (soccer) ‏ وSan Diego Spirit ‏ وMagicJack (WPS) ‏ وIndiana Blaze ‏.

## وصلات خارجية
- لوري ليندسي على موقع الاتحاد الدولي (مؤرشف)  (الإنجليزية)
- لوري ليندسي على موقع الاتحاد الأوربي (الإنجليزية)
- لوري ليندسي على موقع قاعدة بيانات كرة القدم.إي يو (الإنجليزية)
- لوري ليندسي على موقع Soccerway.com (الإنجليزية)
- لوري ليندسي على موقع أوليمبيديا (الإنجليزية)